# Stephanie Gilmore
Stephanie Gilmore (Murwillumbah, 29 de janeiro de 1988)  é uma desportista australiana da modalidade de surf.
Atual campeã mundial de surfe, possuindo oito títulos nos anos 2007, 2008, 2009, 2010, 2012, 2014, 2018 e 2022.

## Vitórias em competições
- 2014
  - Roxy Pro Gold Coast, Gold Coast Australia (WCT)
  - Swatch Women's Pro Trestles, San Clemente, California, Estados Unidos (WCT)
  - Cascais Women's Pro, Cascais, Portugal (WCT)

- 2012
  - Roxy Pro Gold Coast, Gold Coast Australia (WCT)
  - TSB Bank NZ Surf Festival, Taranaki, North Island, Nova Zelandia (WCT)
  - Roxy Pro France, Biarritz, Aquitaine, França (WCT)

- 2011
  - Roxy Pro France, Biarritz, Aquitaine, França (WCT)

- 2010
  - Roxy Pro Gold Coast, Gold Coast Australia (WCT)
  - Rip Curl Womens Pro, Bells Beach, Victoria, Austrália (WCT)
  - Commonwealth Bank Beachley Classic, Sydney, Austrália (WCT)
  - Rip Curl Search, Somewhere, Porto Rico (WCT)

- 2009
  - Roxy Pro Gold Coast, Gold Coast Australia (WCT)
  - Billabong Pro, Maui, Hawaii (WCT)

- 2008
  - Billabong Pro, Maui, Hawaii (WCT)
  - Roxy Pro, Sunset Beach, Oahu, Hawaii (WCT)
  - Mancura Peru Classic , Mancura, Peru (WCT)
  - Rip Curl Pro Mademoiselle, Hossegor, France (WCT)
  - Rip Curl Womens Pro, Bells Beach, Victoria, Austrália (WCT)

- 2007
  - Billabong Pro - Hawaii
  - Mancora Peru Classic - Peru
  - NAB Beachley Classic - Australia
  - Rip Curl Pro Bells Beach - Australia

- 2006
  - Havaianas Beachley Classic - Australia (wildcard competitor)

- 2005
  - Roxy Pro Gold Coast - Australia (wildcard competitor)